# Anna Bågenholm
Anna Elisabeth Johansson Bågenholm (* 1970 Vänersborg) je švédská radioložka, která v roce 1999 přežila při lyžování nehodu, kdy byla uvězněna pod vrstvou ledu po dobu 80 minut v ledové vodě. Během této doby se stala obětí extrémního podchlazení a její tělesná teplota klesla na 13,7 °C, což je nejnižší tělesná teplota, kterou kdy kterýkoliv člověk s náhodným podchlazení přežil. Bågenholm se podařilo najít pod ledem vzduchovou kapsu, ale po 40 minutách ve vodě u ní nastala zástava krevního oběhu.
Nehoda se stala poblíž města Narvik. Po vyproštění z ledu byla Bågenholm transportována vrtulníkem do Fakultní nemocnice Tromsø, kde se jí snažil zachránit život tým více než sto lékařů a sester, kteří devět hodin pracovali na směny. Bågenholm se probudila deset dní po nehodě, ochrnutá od krku dolů a následně strávila dva měsíce zotavováním na jednotce intenzivní péče. I když se téměř úplně z incidentu zotavila, koncem roku 2009 stále ještě trpěla menšími symptomy na rukou a nohou, které byly způsobené poraněním nervů. Případ Bågenholm byl popisován předním britským lékařským časopisem The Lancet a v lékařských učebnicích.